# Erodium heterosepalum
Erodium heterosepalum är en näveväxtart som beskrevs av Blatter. Erodium heterosepalum ingår i släktet skatnävor, och familjen näveväxter. Inga underarter finns listade i Catalogue of Life.